# Vila Marianum
Vila Marianum je secesní vila z počátku 20. století v Janských Lázních.

## Historie
V roce 1903 rozhodla biskupská konsistoř královéhradecké diecéze o stavbě sanatoria pro nemocné kněze v Janských Lázních. Stavební pozemek poblíž kostela svatého Jana Křtitele (na cestě z centra Janských Lázní do Rudolfova údolí) daroval Hugo Wihard a přislíbil výstavbu podporovat ještě dodáním stavebního materiálu. Jeho manželka Helena Wihardová osobně věnovala mj. dvacet tisíc cihel.
Secesní vila byla postavena v letech 1904–1905. Od počátku sloužila k rekreačnímu pobytu kněží, řádových sester a církevních zaměstnanců, a tak obsahovala i vlastní modlitebnu. V dnech 3. až 5. července 1909 v objektu pobýval královéhradecký biskup Josef Doubrava. Budova je od roku 1992 památkově chráněna.
Objekt stále slouží k rekreaci jako penzion a diecézní středisko (od 1998) pod patronací a ve vlastnictví Královéhradeckého biskupství. Celková kapacita penzionu je 53 lůžek.

## Popis
Objekt je zděný, vystavěný ve svahu, a tak vyrovnávající zvýšené přízemí na vysokém suterénu je orientováno k jižní straně. Dominantou je nárožní třípodlažní věž se stanovou střechou s prohybem. Po stranách střechy jsou umístěny sedlové odvětrávací vikýře s věžičkami. Vrchol věže je zakončen makovicí s rozetou. Na fasádě se se nachází pásový štítek s rytým názvem MARIANUM a reliéfní štuková výzdoba stromu, stejně jako doba výstavby 1904–1905. Secesní provedení fasády včetně štukových ornamentů graduje u niky s pískovcovou sochou Panny Marie nad hlavním vchodem. Objekt má světlou fasádu, přičemž zdobné prvky včetně šambrán jsou vyhotoveny v bílém odstínu. Krov sedlové střechy je bedněný. Budova dosahuje výšky až třináct metrů.